# Vestbirk högskola

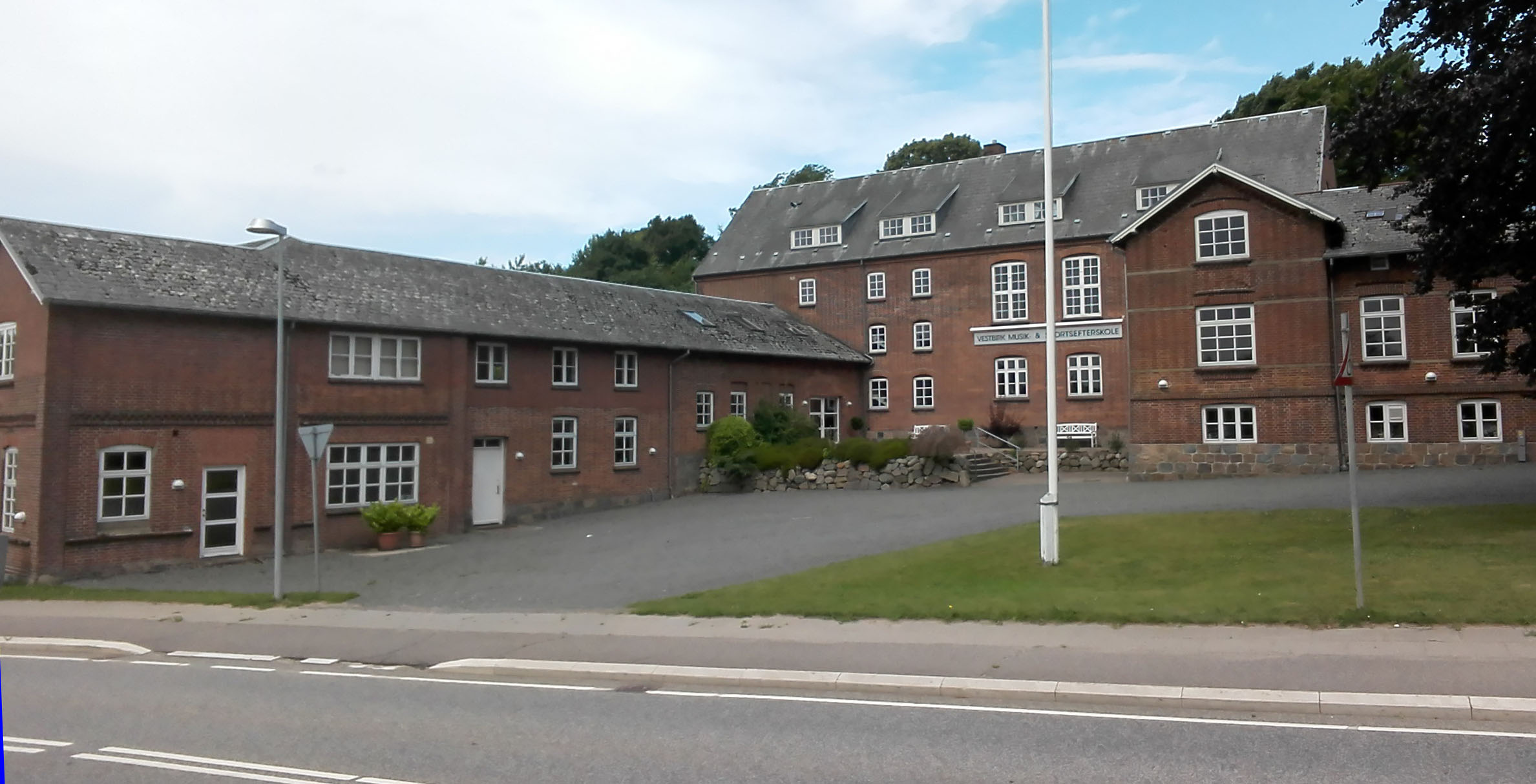
Gamla Vestbirk högskola, numera en del av Vestbirk musik- & sportefterskola.

Vestbirk högskola var en folkhögskola i den tidigare tätorten Vestbirk i dåvarande Gedveds kommun (nuvarande Horsens kommun) på Jylland i västra Danmark. Det var en musikhögskola med inriktningar mot många olika genrer, som till exempel rock, jazz, elektronisk och klassisk musik. Skolan lades ned 2006 av ekonomiska skäl.